# Cho Hun-hyeon
Cho Hun-hyeon (* 10. März 1953 in Mokpo) ist ein südkoreanischer Go-Profi.
Cho Hun-hyeon wurde mit neun Jahren der jüngste Go-Profi aller Zeiten. Mit elf Jahren reiste er nach Japan, wo damals bessere Bedingungen für das Go-Spiel herrschten. Unter seinem Lehrer Segoe Kensaku wurde er zu einem der hoffnungsvollsten Talente in Japan.
1972 kam er wegen der Wehrpflicht wieder nach Korea zurück, wo es ihm nach Anfangsschwierigkeiten gelang, die dortige Go-Szene zu dominieren. 1975 errang er seinen ersten Titel gegen den damals stärksten koreanischen Spieler, Kim In. Bis etwa 1990 blieb er der führende Spieler im koreanischen Go, nur Seo Bong-soo konnte ihm einige Niederlagen zufügen. 1981 wurde er zum 9. Dan-Grad promoviert.
1983 nahm er den damals achtjährigen Lee Chang-ho als Schüler auf.
1988 gewann er den ersten Ing-Cup, ein alle vier Jahre ausgerichtetes internationales Turnier, dessen Sieg mit 400.000 Dollar dotiert ist. Dieser Erfolg machte ihn zum Nationalhelden und verschaffte dem koreanischen Go ein enormes Prestige, das bis dahin schwächer als das japanische oder das chinesische eingeschätzt wurde.
Ab Ende der 1980er Jahre fingen jedoch koreanische Jungstars wie Yu Chang-hyeok oder sein Schüler Lee Chang-ho an, ihm zunehmend Konkurrenz zu machen. Besonders Lee Chang-ho konnte ihm ab Anfang der 1990er-Jahre empfindliche Niederlagen zufügen. Ab dieser Zeit galt nicht mehr Cho, sondern Lee Chang-ho als stärkster Spieler in Korea.
Dennoch konnte er bis 2003 unzählige nationale und internationale Erfolge feiern, was besonders wegen seines hohen Alters erstaunlich ist. Mit zunehmendem Alter wurde sein Spiel immer aggressiver und kämpferischer, was ihm den Beinamen „Kriegsgott“ einbrachte. Galt er bis etwa 2002 als der zweitstärkste Spieler in Korea, musste er im 21. Jahrhundert jüngeren Spielern wie Lee Sedol, Choi Cheol-han, Song Tae-gon und Pak Young-hun Platz machen.

## Erfolge
- 8 internationale Titel (nur übertroffen von seinem Schüler Lee Chang-ho) und etwa 160 nationale Titel (Weltrekord).